# American Curl
Die American Curl ist eine Rasse der Hauskatze.

## Beschreibung
Das auffälligste Merkmal dieser Rasse sind die nach hinten gekrümmten Ohren. Diese Besonderheit ist das Ergebnis einer Mutation. Die Ohren fühlen
sich unbeweglich und steif an und sind mit Fell umrahmt.
1981 entdeckte ein kalifornisches Ehepaar ein langhaariges Jungtier mit merkwürdigen Ohren. Wenig später brachte dieses weibliche Tier vier Junge zur Welt, zwei davon hatten die gekrümmten Ohren geerbt. Die Rasse gehört zur Rassekategorie II, den semi-langhaarigen Rassen. Es gibt eine Variante mit längeren und eine mit kürzeren Haaren.
Bei allen American-Curl-Jungtieren kräuseln sich die Ohren erst nach vier bis sieben Tagen.  Die endgültige Form zeigt sich im Alter von vier Monaten. Die Krümmung der Ohrmuschel variiert von Tier zu Tier. Der Winkel kann im Extremfall bis zu 180° betragen. Trotzdem sind ihre Ohren höchst beweglich, die Katze kann sie in alle Richtungen drehen. Ausgewachsene Tiere mit normalen Ohren stellen eine eigene Varietät dar, die American Curl Straight Ear. Das Gehör der Katzen wird durch die Kräuselohren nicht beeinflusst. Sie hören genauso hervorragend wie alle anderen Katzen.
Wenn beide Eltern nach hinten gebogene Ohren haben, dann werden alle Nachkommen auch gerollte Ohren haben. Wenn ein Elternteil gerollte Ohren hat und homozygot ist, der andere Elternteil aber normale Ohren hat, werden auch dort alle Nachkommen gerollte Ohren haben. Wenn ein Elternteil gerollte Ohren hat, aber heterozygot ist, und der andere Elternteil normale Ohren hat, dann haben nur 50 % der Nachkommen gerollte Ohren.
Die Ohren fühlen sich unbeweglich und steif an und sind mit Fell umrahmt. In Prinzip sind sie wie menschliche Ohren aufgebaut. Zwei Drittel ist Ohrknorpel und sehr hart und steif, ein drittel ist weich wie bei allen anderen Katzen. Deshalb rollt sich dieser Teil nach hinten. Die Babys werden zunächst mit geraden Ohren geboren. Diese rollen sich zwei bis zehn Tage nach der Geburt zunächst eng ein, um sich in den folgenden vier Monaten wieder zu entspannen und die für erwachsene Tiere typische Ohr Form anzunehmen. Die Ohren sind breit im Ansatz, mittelgroß, aufrecht platziert, die Spitzen sind abgerundet. Sie sind hoch und weit außen am Kopf angesetzt. Die Ohrspitzen weisen zur Mitte des Hinterkopfes, eine deutliche Ringelung wird bevorzugt. Sie sind innen behaart und weisen Ohrbüschel auf.
Wichtig zur Bestimmung der Qualität der Katze (Liebhabertier, Zucht-/Showtier) ist der sogenanntes Krümmungsgrad:
- 1. Grad: Liebhabertier
- 2. und 3. Grad: Zucht- bzw. Showtier

Der 3. Grad ist der höchstgeschätzte, hier wird in einer eleganten Kurve ein Halbmond beschrieben. Die Ohren sind groß. Vom mittelbreiten Ansatz zunächst gerade (2/3), dann in einer nach hinten gebogenen Spitze (1/3) auslaufend. Die Ohrspitzen sind in einer Rundung gebogen und flexibel. Sie dürfen die Ohrrückseite nicht berühren. Der Neigungswinkel der Biegung muss in einem Bereich von 90° bis 180° liegen.

## Pflege
Die American Curl ist pflegeleicht. Ihr Fell sollte aber trotzdem regelmäßig gebürstet werden, damit der seidige Glanz nicht verloren geht. Bei langhaarigen Katzen muss man während des zweimal jährlichen Fellwechsels wesentlich häufiger bürsten. Laut Rassestandard haben American Curls wenig Unterwolle und das Fell liegt flach an, der Kragen ist bei weitem nicht so stark ausgebildet wie bei der Norwegischen Waldkatze oder der Maine-Coon-Katze.

## Genetik
Das Gen, das für die Ohrmuschelform verantwortlich ist, wurde mit Cu bezeichnet. Verpaarung von normalen mit Curl-Katzen ergab einen autosomal-dominanten Erbgang. So resultierte eine Verpaarung von Curl-Weibchen mit normalen Männchen in 103 Curls und 98 normale Katzen. Hierbei war das Geschlecht ungefähr gleich verteilt. Wurden Curl untereinander verpaart erhielt man eine 3:1 Verteilung von Curls zu normalen Katzen. Da es bei einer anderen Rasse mit Ohranomalien (Schottische Faltohrkatze) zu Osteochondrodysplasien der homozygoten Kitten kommen kann, wenn zwei Faltohrkatzen miteinander verpaart werden, war man auch bei der American Curl vorsichtig. Tiere mit dem Genotyp CuCu (also homozygot) waren jedoch lebensfähig und selbst nach zwei Jahren unter Beobachtung noch ohne Befund.